# 맹진국
맹진국(孟震國, 1984년 8월 28일 ~ )은 전 KBO 리그 한화 이글스의 선수이다.
영흥고등학교를 졸업했고, 우투우타이다. 2003년에 프로에 데뷔해 이듬해까지 2루수로 통산 2시즌을 뛰며 14타수 2안타 타율 0.143을 기록했다.